# Dammit (canção)
"Dammit" é um single da banda estadunidense Blink-182, lançado dia 23 de setembro de 1997 pela MCA. A canção possui videoclipe, que foi o primeiro do grupo a chegar ao Brasil. Nele, o homem da lanchonete é Rick DeVoe, ex-produtor e empresário da banda.

## Descrição do videoclipe
Tom, Mark e Scott vão ao cinema. Compram muitas pipocas e quando se viram, vêem a ex-namorada de Mark com um outro rapaz. Ele (Mark) joga as pipocas pro alto e começa a se lamentar. Mesmo assim eles vão ao cinema e sentam-se nas poltronas. Pouco tempo depois, a ex dele e o cara sentam na frente dos três. Mark começa a importunar a ex-namorada e o namorado dela de todo jeito enquanto o filme (que são eles - a banda - tocando num fundo branco) passa. Ele põe o pé entre as poltronas, fica chamando a garota e joga pipoca nos dois. O namorado dela, enfurecido, sai correndo atrás do Mark. Eles fazem briga de vassouras, Mark dança em frente a câmera e por fim o homem arrasta o Mark. Numa tentativa de se segurar em Tom, ele abaixa as calças do guitarrista. Mark começa uma briga um tanto afeminada com o namorado dela. A garota chega, não se conforma com os dois naquela situação, e aí aparece o rapaz da lanchonete do cinema, ela dá um sorriso e vai embora com ele (Rick DeVoe). E Tom, Scott, Mark e o recente ex-namorado da mulher ficam na balcão sozinhos.

## Faixas

### CD
1. "Dammit" (edição de rádio) – 2:45
2. "Dammit" (versão do álbum) – 2:45
3. "Zulu" – 2:04

### VHS
1. "Josie" (videoclipe) – 3:38
2. "Dammit" (videoclipe) – 2:56